# Соціал-демократична робітнича партія Підкарпатської Русі
Соціал-демократична робітнича партія Підкарпатської Русі (чеськ. Sociálně demokratická strana dělnická na Podkarpatské Rusi — соціал-демократична політична партія в Карпатській Русі (або Підкарпатської Русі, нині Закарпаття) часів входження її до складу Чехословаччини. Партія була заснована в 1919 році як Підкарпаторуська незалежна соціал-демократична партія (установчий з'їзд пройшов 16 травня 1920 р).
На другому з'їзді у вересні 1922 року політична організація прийняла партійну програму, в якій визнавалося включення Карпатської Русі як автономної області до складу Чехословацької республіки. Партія користувалася підтримкою Григорія Жатковича, першого губернатора Підкарпатської Русі в 1920—1921 роках.
Основна відмінність між підкарпатськими соціал-демократами і Чехословацькою соціал-демократичною робітничою партією (ЧСДРП) полягало в тому, що остання підтримувала уряд в Празі, в той час як перші перебували до нього в опозиції, вимагаючи реальної автономії, яка об'єднала б усі русинські населені пункти, не тільки Підкарпатської Русі, а й Пряшівщини на сході Словаччини. В кінцевому підсумку, СДРПнПР влилася до складу ЧСДРП до 1930 року.

## Організація і керівництво
У лавах партії перебувало близько 3500 чоловік. Партійна організація була заснована на індивідуальному членстві. Вищим органом партії був з'їзд. Партійці створили кілька кооперативів і профспілок, особливо в лісовій промисловості. Декларуючи себе захисницею робітничого класу, СДРПнПР разом з тим була суперницею марксистської Міжнародної соціалістичної партії Підкарпатської Русі та її наступниці, Закарпатської крайової організації Комуністичної партії Чехословаччини.
Активісти партії були вихідцями з інтелігенції, селянства, робітничого і середнього класу, як русинської / української, так і угорської, єврейської та чеської національностей. У плані етнонаціональної політики СДРПнПР була українофільською, вважаючи слов'янське населення краю частиною українського народу.
Серед лідерів і видних діячів партії були Яромир Нечас, Євген Пуза, Дмитро Німчук, Янош Хорват, колишній президент Гуцульської Республіки Степан Клочурак, ветеран галицьких Русько-української радикальної і Української соціал-демократичної партій Яцько Остапчук (покинув партію в 1929 році).

## Вибори
Соціал-демократична партія була третьою за чисельністю на Підкарпатській Русі (після Комуністичної партії Чехословаччини та Республіканської партії землеробського і дрібноселянського населення). У виборах до Національних зборів Чехословаччини партія брала участь в Ужгородському виборчому округу (який мав у своєму розпорядженні дев'ять місць у парламенті) в союзі з ЧСДРП.
Об'єднаний список стабільно отримував одне з дев'яти підкарпатських депутатських місць на виборах 1924 р, 1925 і 1929 років; набравши 23 800 голосів (9,4 % від поданих в окрузі) в 1924 році, 18 200 голосів (7,4 %) в 1925 році і 22 900 голосів (8,6 %) в 1929 році. На виборах 1924 і 1925 років місце зайняв Яромир Нечас із Соціал-демократичної робітничої партії Підкарпатської Русі, в 1929 році його змінив Юліан Гуснай від ЧСДРП.
Свій найкращий результат на виборах місцеві соціал-демократи показали вже в складі ЧСДРП в 1935 році — 29 700 (9,2 %); депутатами від них в 1935—1938 роках були Юліян Ревай та Хаїм Кугель (член Єврейської сіоністської партії). Сенатором від СДРПнПР був Йожеф Балла.

## Приєднання до ЧСДРП
Партія направила п'ять делегатів на Празьку об'єднану конференцію соціал-демократичних партій в Чехословацькій республіці 28-29 січня 1928 року. Партійний з'їзд Соціал-демократичної робітничої партії на Підкарпатській Русі, який відбувся в Хусті 22 грудня 1929 року, ухвалив рішення про приєднання партії до ЧСДРП. Злиття вступило в силу в 1930 році, коли партія стала територіальною організацією ЧСДРП.

## Преса
Партія видавала чотири щотижневих газети: в Ужгороді виходили «Вперед» (з'явилася в 1920 році як русиномовний тижневик «Народ»; в 1921 році була перейменована і згодом видавалася під редакцією Клочурака українською мовою двічі на тиждень) і чеськомовного «Hlas východu» (в 1928—1932 рр.), а в Берегово угорськомовні «Szabadság» і «Ruszinszkoi Népszava» (під редакцією Хорвата).

## Міжнародна приналежність
Партія була членом Соціалістичної робітничого інтернаціоналу з 1923 року.